# 卒業アルバム (恵比寿マスカッツのアルバム)
『卒業アルバム』（そつぎょうアルバム）は、初代・恵比寿マスカッツのベストアルバム。

## 概要
超豪華盤（3CD・1DVD・ブック仕様）、豪華盤（2CD・1DVD・写真集付きブックレット）、通常盤（1CD）の3形態。全形態共初回はシングル「ABAYO」連動応募キャンペーン用はがき付き。

## 収録曲

### 超豪華盤

#### DISC1
1. 卒業式 開会の挨拶 [1:33]
2. バナナ・マンゴー・ハイスクール（2013 Version）[3:41]
3. 12の34で泣いて with 涙 四姉妹 [4:34]
4. 祝辞 [0:43]
5. OECURA MAMBO [3:50]
6. 私マンボー [4:22]
7. チヨコレイト [4:27]
8. スプリングホリデー [4:30]
9. ロッポンポン☆ファンタジー（2013 Version）[4:13]
10. 卒業証書授与 [1:44]
11. ハニーとラップ♪ [4:05]
12. おかあさん [4:27]
13. 親不孝ベイベー [5:05]
14. 逆走 アイドル [4:27]
15. 冬リン*モンロー [4:44]
16. 卒業生答辞 [8:23]
17. ABAYO [4:17]
18. 閉会の挨拶 [0:47]
19. アルバム [4:43]

#### DISC2
1. 卒業生インタビュー（蒼井そら編) [1:16]
2. あいうえおナイト by 永作あいり with パッパラガールズ(蒼井そら、小川あさ美、里美ゆりあ、栗山夢衣) [3:31]
3. 九九ダンス by 永作あいりwith パッパラガールズ [5:00]
4. 卒業生インタビュー（小川あさ美・永作あいり・里美ゆりあ・篠原冴美編) [3:55]
5. ゴーゴー...プルカワ by プルカワ戦士(瑠川リナ、篠原冴美、西野翔) [4:06]
6. アッキー卒業式後のシャワータイム 1 [0:31]
7. ドキドキ修学旅行 by 京都修学旅行オールスターズ(初音みのり、吉沢明歩、小倉遥、希志あいの、かすみ果穂) [3:57]
8. タクシー音頭 by 恵比寿ロータリー姉妹(麻美ゆま、Rio) [3:56]
9. 卒業生インタビュー（川村えな編） [1:17]
10. ナイチンゲール by ナイチンゲール(希志あいの、かすみ果穂) [3:22]
11. お注射日記 カモン!副社長 by ナイチンゲール [3:31]
12. アッキー卒業式後のシャワータイム 2 [0:33]
13. 勝手にゴンザレス by ゴンザレス佐山 feat. ジェシカ [4:00]
14. 公私混同 by ゆりあとたけお[4:23]
15. 卒業生インタビュー（かすみ果穂編） [3:06]
16. ありがとう LIVEバージョン（ボーナストラック）[4:30]・[4:27]
「おかあさん」の一部歌詞を変えたバージョン。

#### DISC3
Recorded Live from 逆走 アイドル/ハイオク満タンツアー特別編 ノンストップLIVE!! @ O-EAST
1. 親不孝ベイベー
2. スプリングホリデー
3. あいうえおナイト
4. ロッポンポン☆ファンタジー
5. バナナ・マンゴー・ハイスクール
6. 12の34で泣いて with 涙 四姉妹
7. 逆走 アイドル
8. ハニーとラップ♪

#### DVD
- Documentary of EBISU MUSCATS 2012-2013

### 豪華盤

#### DISC1
1. 卒業式 開会の挨拶
2. バナナ・マンゴー・ハイスクール（2013 Version）
3. 12の34で泣いて with 涙 四姉妹
4. 祝辞
5. OECURA MAMBO
6. 私マンボー
7. チヨコレイト
8. スプリングホリデー
9. ロッポンポン☆ファンタジー（2013 Version）
10. 卒業証書授与
11. ハニーとラップ♪
12. おかあさん
13. 親不孝ベイベー
14. 逆走 アイドル
15. 冬リン*モンロー
16. 卒業生答辞
17. ABAYO
18. 閉会の挨拶
19. アルバム

#### DISC2
1. 卒業生インタビュー（蒼井そら編）
2. あいうえおナイト by パッパラガールズ
3. 九九ダンス by 永作あいり with パッパラガールズ
4. 卒業生インタビュー（小川あさ美・永作あ いり・里美ゆりあ・篠原冴美編）
5. ゴーゴー...プルカワ by プルカワ戦士
6. アッキー卒業式後のシャワータイム 1
7. ドキドキ修学旅行 by 京都修学旅行オールスターズ
8. タクシー音頭 by 恵比寿ロータリー姉妹
9. 卒業生インタビュー（川村えな編）
10. ナイチンゲール by ナイチンゲール
11. お注射日記 カモン!副社長 by ナイチンゲール
12. アッキー卒業式後のシャワータイム 2
13. 勝手にゴンザレス by ゴンザレス佐山 feat. ジェシカ
14. 公私混同 by ゆりあとたけお
15. 卒業生インタビュー（かすみ果穂編）
16. ありがとう LIVEバージョン（ボーナストラック）

#### DVD
1. バナナ・マンゴー・ハイスクール
2. OECURA MANBO
3. チヨコレイト
4. スプリングホリデー
5. ロッポンポン☆ファンタジー
6. ハニーとラップ♪
7. おかあさん
8. ゴーゴープルカワ by プルカワ戦士
9. 親不孝ベイベー
10. タクシー音頭 by 恵比寿ロータリー姉妹
11. 九九ダンス by 永作あいり with パッパラガールズ
12. 逆走 アイドル
13. 冬リン*モンロー
14. ナイチンゲール by ナイチンゲール
15. ABAYO
16. アルバム

### 通常盤
1. バナナ・マンゴー・ハイスクール（2013 Version）
2. 12の34で泣いて with 涙 四姉妹
3. OECURA MAMBO
4. 私マンボー
5. チヨコレイト
6. スプリングホリデー
7. ロッポンポン☆ファンタジー（2013 Version）
8. ハニーとラップ♪
9. おかあさん
10. 親不孝ベイベー
11. 逆走 アイドル
12. 冬リン*モンロー
13. ABAYO
14. アルバム